# Dobieszewo (Dębnica Kaszubska)
Dobieszewo (deutsch Groß Dübsow; kaschubisch Dobieszewò) ist eine Ortschaft in der polnischen Woiwodschaft Pommern. Das Kirchdorf gehört zur Landgemeinde Dębnica Kaszubska (Rathsdamnitz) im Powiat Słupski (Stolper Kreis).

## Geographische Lage
Das Kirchdorf liegt in Hinterpommern, östlich des Flusses Stolpe, etwa 18 Kilometer südöstlich der Stadt Stolp.

## Geschichte

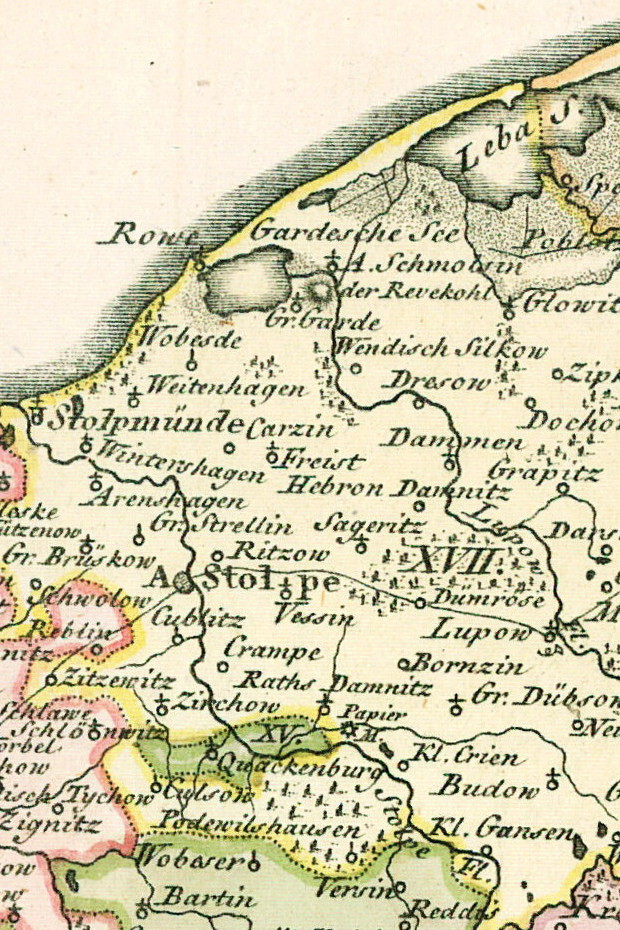
Groß Dübsow (Gr. Dübsow), Kirchdorf, südöstlich der Stadt Stolp (früher Stolpe geschrieben) und östlich des Flusses Stolpe, auf einer Landkarte von 1794.

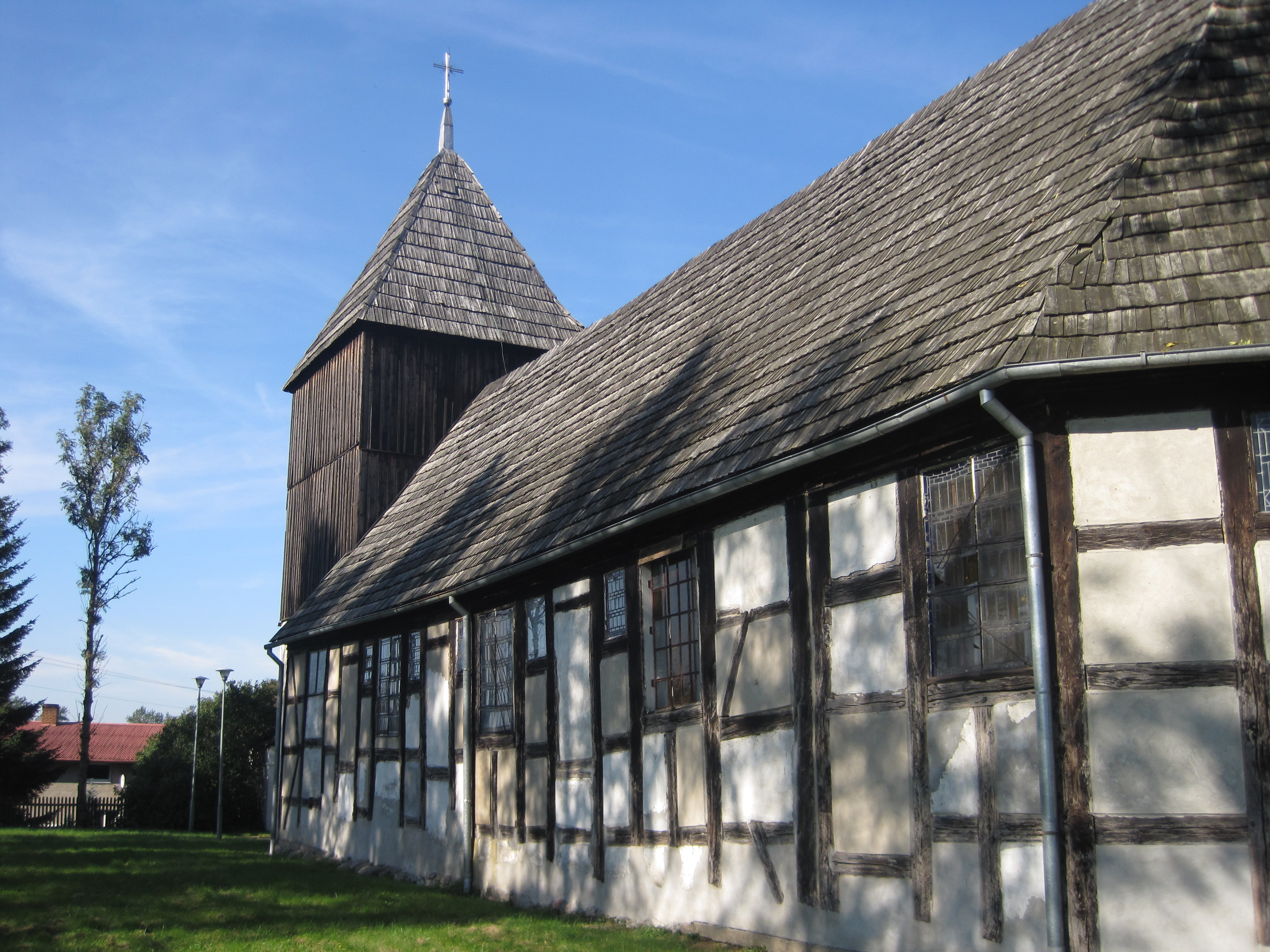
Fachwerk-Dorfkirche (2011), erbaut 1818, bis 1945 Gotteshaus der evangelischen Gemeinde Groß Dübsow

Erste namentliche Erwähnungen des Dorfnamens reichen in das Jahr 1294 zurück. Der schwedische Oberst Paul von Gottberg kaufte im Jahre 1617 das Gut Groß Dübsow. Um das Jahr 1784 gab es in dem Kirchdorf Groß Dübsow einen Prediger, einen Küster, acht Bauern, fünf Kossäten, eine Schmiede und 22 Haushaltungen.
Wilhelm von Zitzewitz (Gutsbesitzer von Bornzin) übernahm 1908 von der Familie Gottberg die Güter Groß Dübsow und Klein Dübsow. 
Am 1. April 1927 hatte das Gut Groß Dübsow eine Flächengröße von 333 Hektar, und am 16. Juni 1925 hatte der Gutsbezirk 86 Einwohner. Am 30. September 1928 wurde der Gutsbezirk Groß Dübsow in die Landgemeinde Groß Dübsow eingegliedert.
Anfang der 1930er Jahre hatte die Landgemeinde Groß Dübsow eine Flächengröße von 6,3 km². Innerhalb der Gemeindegrenzen gab es nur eine einzige Wohnstätte, die für die Landgemeinde namensgebend war. Dort standen 61 bewohnte Wohnhäuser.
Um 1935 gab es im Dorf Groß Dübsow unter anderem einen Gasthof, eine Niederlassung der Spar- und Darlehnskasse, einen Gemischtwarenladen, eine Molkerei, eine Schmiede und eine Tischlerei.

Gebäude und Orte im Dorf
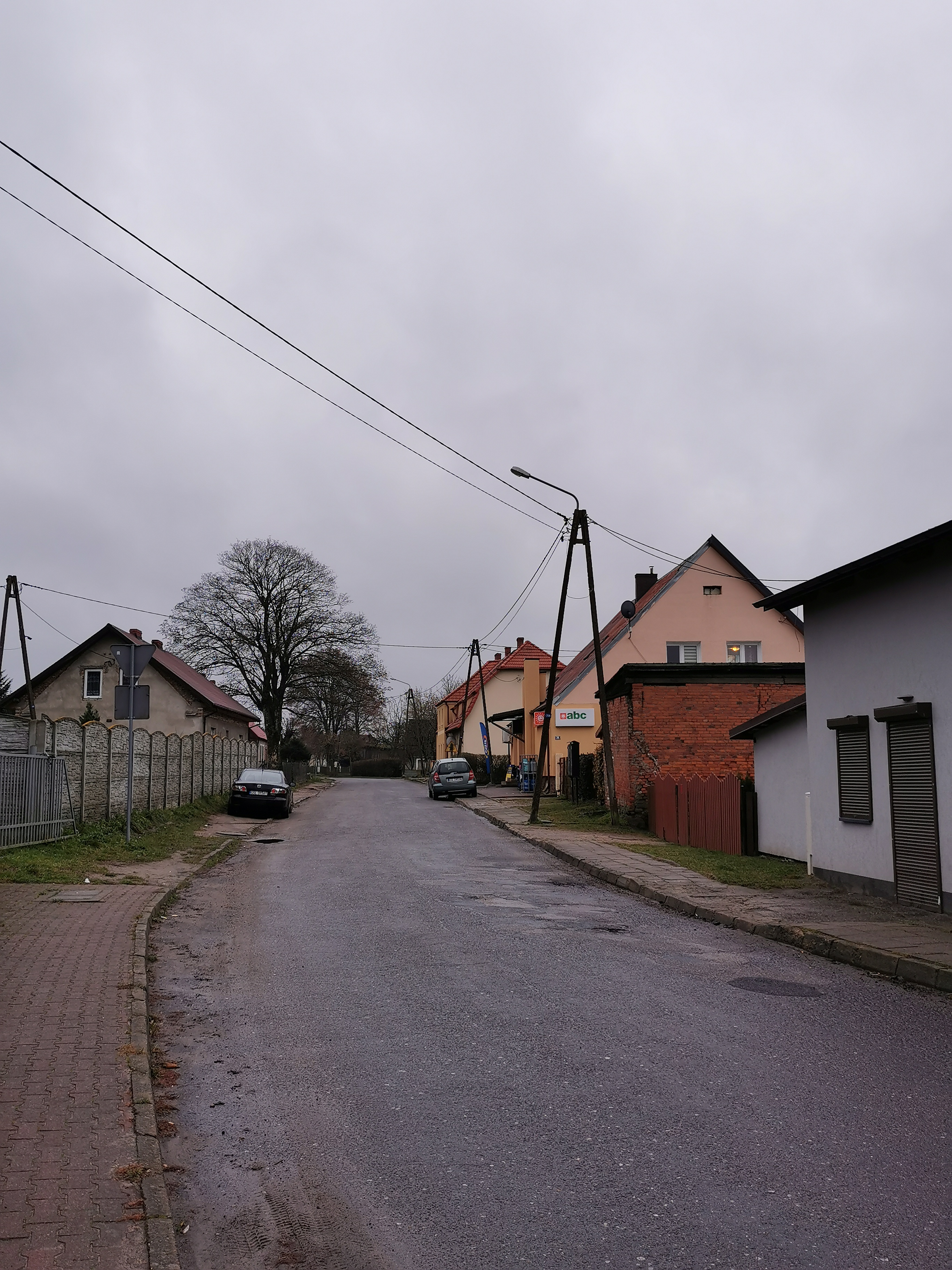
Dorfstraße (2019)
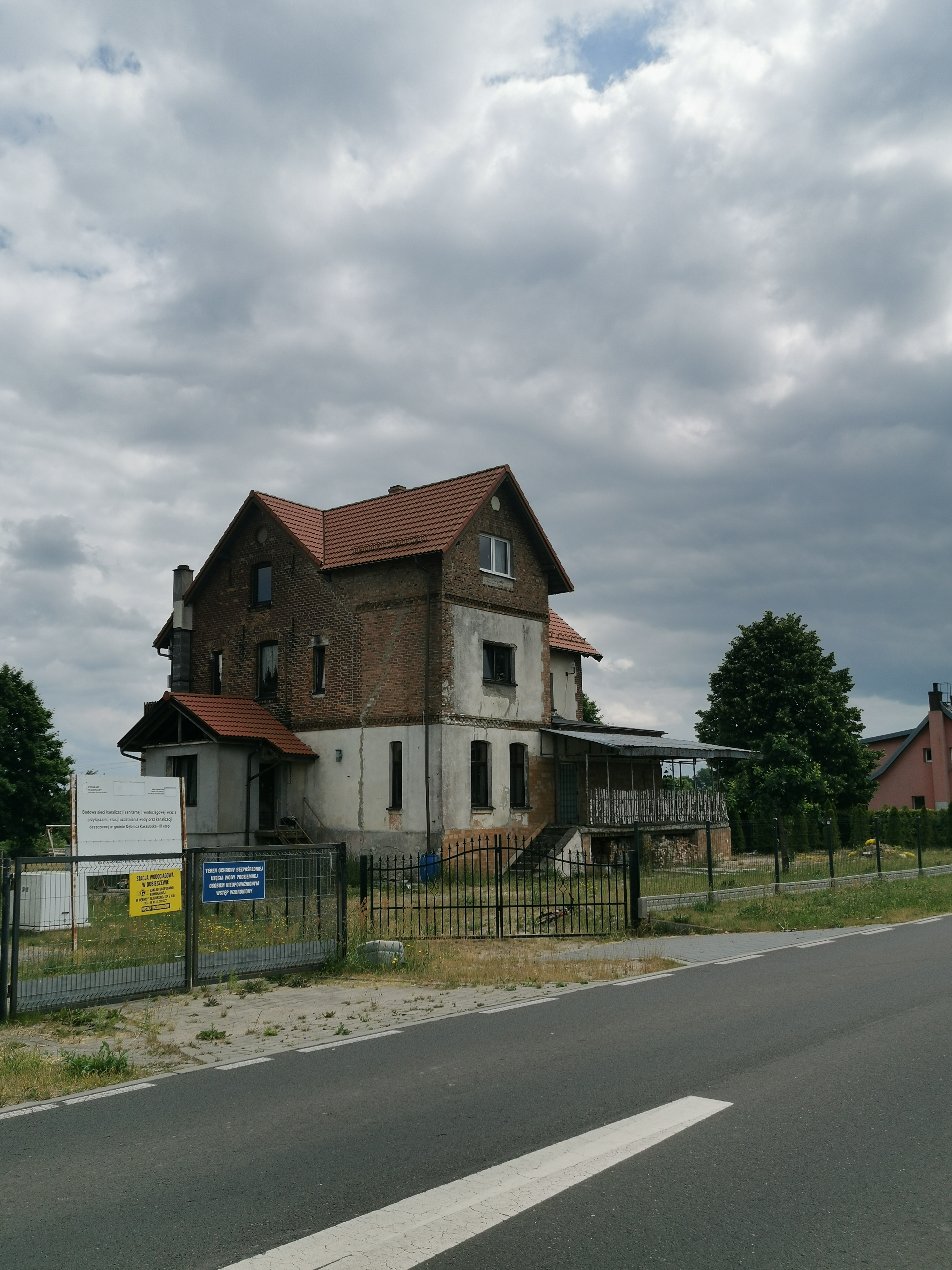
Ruine der ehemaligen Molkerei (2021)
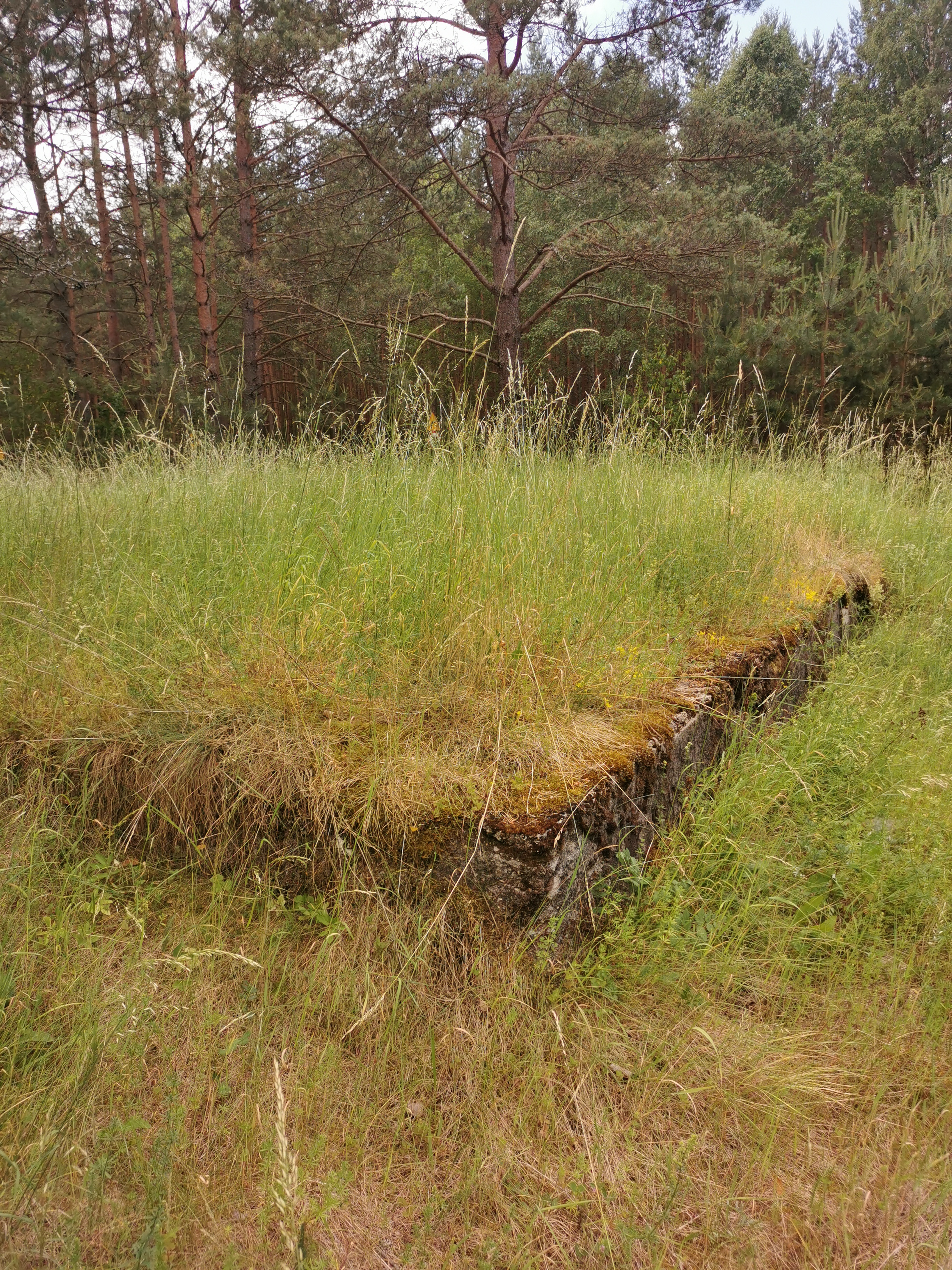
Überrest einer ehemaligen Eisenbahn-Haltestelle (2021)

Vor 1945 war die Landgemeinde Groß Dübsow dem Landkreis Stolp im Regierungsbezirk Köslin  der preußischen Provinz Pommern des Deutschen Reichs zugeordnet. Sie bildete einen eigenen Amts-, Standesamts und Gendarmeriebezirk und gehörte zum Amtsgerichtsbereich Stolp. Die Gemeindefläche war 634 Hektar groß. Im Jahr 1939 lebten im Ort 308 Einwohner in 83 Haushaltungen.
Gegen Ende des Zweiten Weltkriegs wurde die Region um Groß Dübsow am 9. März 1945 von der Roten Armee besetzt. Nach Beendigung der Kampfhandlungen wurde die Region anschließend zusammen mit ganz Hinterpommern seitens der sowjetischen Besatzungsmacht der Volksrepublik Polen zur Verwaltung überlassen.  Im Sommer 1945 erschienen polnische Milizionäre und richteten eine Milizstation ein. Die gesamte Dorfbevölkerung wurde in der darauf folgenden Zeit vertrieben und durch Polen ersetzt. Das deutsche Dorf Groß Dübsow wurde in Dobieszewo umbenannt.
Später wurden in der BRD 163 und in der DDR 40 aus Groß Dübsow vertriebene Dorfbewohner ermittelt.

## Einwohnerzahlen
- 1925: 356, darunter 354 Evangelische und ein Katholik, keine Juden[9]
- 1933: 318[10]
- 1939: 308[10]

## Kirche
Die vor 1945 ansässige Bevölkerung war evangelisch. Im Jahre 1925 gab es einen Bewohner katholische Konfession (0,3 v. H.).

### Dorfkirche
Die heutige Kirche ist ein einfacher Fachwerkbau aus dem Jahre 1815 mit polygonalem Chorabschluss und einer flachen Holzdecke. Der Turm ist im unteren Teil massiv, im oberen Teil befindet sich Holzfachwerk, und das Dach ist mit Schindeln gedeckt. Seit ihrer Errichtung war die Kirche ein evangelisches Gotteshaus. 
Die Dorfkirche wurde 1945 von der polnischen Administration zugunsten der polnischen katholischen Kirche zwangsenteignet und vom polnischen katholischen Klerus ‚neu geweiht‘.

### Kirchspiel/Pfarrei bis 1945
Bereits 1385 wird in dem alten Kirchdorf Groß Dübsow  ein Pfarrer genannt. Am 24. Juni 1715 brannten die Kirche und alle Pfarrgebäude nieder, und 1747 kam es erneut zu einem schweren Brandschaden.
Im Jahre 1940 war Groß Dübsow Pfarrsitz eines evangelischen Kirchspiels, das zum Kirchenkreis Stolp-Altstadt im Ostsprengel der pommerschen Kirchenprovinz innerhalb der Kirche der Altpreußischen Union gehörte. Die Zahl der Gemeindeglieder betrug damals 3200, es gab eine Kapelle in Dumröse  und eine Predigtstätte in Krien. Das Kirchenpatronat oblag den im Kirchspiel ansässigen Rittergutsbesitzern. Der Bestand an Kirchenbüchern reichte bis 1646 zurück.
Vor 1945 waren in das Kirchspiel Groß Dübsow 15 Orte eingepfarrt:
| - Birkhof - Bornzin - Daber - Dumröse - Friedrichsfelde - Jamrin - Klein Dübsow - Klein Podel | - Krien - Labüssow - Neu Bornzin - Petersberg - Philippinenhof - Sorkow - Starnitz |

### Polnisches Kirchspiel seit 1945
Die seit 1945 und Vertreibung der einheimischen Dorfbewohner anwesende polnische Einwohnerschaft ist überwiegend katholisch.
Seit 1945 ist der Ort Sitz einer polnischen katholischen Pfarrei. Sie gehört zum Dekanat Łupawa (Lupow) im Bistum Pelplin der Katholischen Kirche in Polen. In die Pfarrei sind – neben der Filialkirche Warblewo (Warbelow) – eingegliedert:
| - Borzęcinko (Neu Bornzin) - Borzęcino (Bornzin) - Boguszyce (Friedrichsfelde) - Brzeziniec (Birkhof) - Dobieszewko (Klein Dübsow) - Dobra (Daber) - Jamrzyno (Jamrin) | - Leśnia (Berghof) - Łabiszewo (Labüssow) - Podole Małe (Klein Podel) - Starnice (Starnitz) - Starniczki (Starnitzer Mühle) - Troszki (Petersberg) - Żarkowo (Sorkow) |

### Pfarrer bis 1945
Seit der Reformation amtierten bis 1945 14 evangelische Geistliche in Groß Dübsow:
| - Liborius Körner, 1573/1590 - Johann Sartorius - Johann Sartorius (Sohn von 2.), 1645–1681 - Miachel Gutzevius, 1683–1732 - Johann Daniel Litzkow, 1733–1740 - Johann Martin Barnwasser, 1740–1776 - Michael Gottfried Kumme, 1777–1813 | - Joachim Georg Christian Wilhelm Lüttke, 1815–1851 - Johann August Wilhelm Franz Ferdinand Dennert, 1853–1883 - Richard Ottomar Hermann Schweitzer, 1883–1884 - Georg August Christian Trapp, 1885–1905 - Paul Franz August Ohm, 1906–1920 - Hugo Scheel, 1920–1933 - Gotthold Lutschewitz, 1933–1945 |

## Schule
Die Volksschule in Groß Dübsow wurde vor 1945 vierstufig geführt. Drei Lehrer unterrichteten in vier Klassen 165 Schulkinder. Auch die Kinder aus Klein Dübsow und Bornzin besuchten die Schule in Groß Dübsow, bis 1932 auch die aus Klein Podel.